# Jacques Lusseyran
Jacques Lusseyran (* 19. September 1924 in Paris; † 27. Juli 1971 in Ancenis) war ein Literaturwissenschaftler, Hochschullehrer und französischer Schriftsteller. Bereits in der Kindheit verlor er das Augenlicht. Während des Zweiten Weltkrieges war er Mitglied der Résistance.

## Leben
Jacques Lusseyran wuchs in einem bürgerlich geprägten Elternhaus auf. Im Alter von acht Jahren erblindete er aufgrund eines Unfalls. Seine Eltern brachten ihm in kurzer Zeit  die Blindenschrift bei, so dass er nach kurzer Unterbrechung seine normale Schule besuchen konnte. Er schloss mit hervorragenden Noten die Schule ab und studierte Literatur. Als siebzehnjähriger Schüler gründete er während des Zweiten Weltkrieges die Widerstandsgruppe Volontaires de la liberté, die ab 1943 Teil der nationalen Widerstandsorganisation Défense de la France wird, Lusseyran verantwortete unter anderem die landesweite Verteilung der Untergrundzeitung.
Durch einen Verräter fiel er und die ganze Widerstandsgruppe in die Hände der Gestapo, er saß ein halbes Jahr in Einzelhaft im Gefängnis Fresnes, bevor er mit 2000 weiteren Franzosen in das Konzentrationslager Buchenwald deportiert wurde. Nach der Befreiung am 11. April 1945 nahm er sein Studium der Literatur und Philosophie an der Sorbonne wieder auf und lernte den Franzosen Georges Saint-Bonnet, Autor des Buches La joie vous appartient, kennen und schätzen.
Ab 1947 veröffentlichte er mehrere autobiographische Bücher und war Dozent für französische Literatur und Philosophie an verschiedenen französischen Hochschulen. In seinen Büchern schildert er seine Erfahrungen als Blinder im Paris seiner Kindheit und Jugend.
Wegen eines Gesetzes aus der Zeit des Vichy-Regimes, das Invaliden bis 1955 den Staatsdienst verbot, blieb ihm der Zugang zu einer ordentlichen Universitätsprofessur in Frankreich zwar verwehrt, jedoch nicht in Amerika. 1958 ging er in die USA und wurde Gastdozent am Hollins University in Virginia, dann an der Western Reserve University in Cleveland, dort ab 1966 ordentlicher Professor und ab 1969 war er Lehrstuhlinhaber für französische Literatur an der University of Hawaii. In seiner 1963 veröffentlichten Autobiographie Das wiedergefundene Licht: Die Lebensgeschichte eines Blinden im französischen Widerstand erzählt er unter anderem seine Erlebnisse im KZ Buchenwald.
Jacques Lusseyran starb am 27. Juli 1971 zusammen mit seiner dritten Frau, Marie, bei einem Autounfall in Ancenis, nahe dem Dorf Juvardeil, Département Maine-et-Loire, Frankreich, in dem er viele Ferien verbracht hatte.

## Werke (Auswahl)
- Et la lumière fut (Und es ward Licht). La Table ronde, Paris 1953.
  - engl. Übersetzung: And there was Light. Little, Brown and Company, Boston u. Toronto 1963.
  - dt. Übersetzung: Das wiedergefundene Licht. Aus dem Französischen übersetzt von Uta Schmalzriedt. Ernst Klett Verlag, Stuttgart 1966. (1979, ISBN 3-12-905440-5) (Taschenbuchausgabe mit dem Untertitel Die Lebensgeschichte eines Blinden im französischen Widerstand: dtv / Klett-Cotta 1989; von Tobias Scheffel überarbeitete Neuausgabe: Klett-Cotta, Stuttgart 2024, ISBN 978-3-608-98823-9)
- Le monde commence aujourd’hui (Die Welt beginnt heute). La Table ronde, Paris 1959.
  - dt.: Das Leben beginnt heute. Aus dem Französischen übersetzt von Uta Schmalzriedt. Klett, Stuttgart 1975, ISBN 3-12-905390-5.
- Blindheit – ein neues Sehen der Welt. Der Blinde in der Gesellschaft. Zwei Vorträge. Verlag Freies Geistesleben, Stuttgart 1970.
- Gegen die Verschmutzung des Ich. Verlag Freies Geistesleben, Stuttgart 1972.
- Bekenntnis einer Liebe. Conversation amoureuse. Aus dem Französischen von Renate Daric. Verlag Freies Geistesleben, Stuttgart 1994, ISBN 3-7725-1470-7.